# Gustav Wally
Gustav Wally, ursprungligen Gustaf Axelsson Wallenberg, född 24 november 1905, död 4 mars 1966 i Bajo i Panama, var en svensk dansör, skådespelare, revyaktör, regissör och teaterchef.

## Biografi
Wally var son till diplomaten och affärsmannen Axel Wallenberg och hans hustru Elsa, född Lilliehöök af Fårdala. Han avlade studentexamen vid Lundsbergs skola 1927 men hoppade av från en utstakad bana i finansvärlden för att i stället uppträda som balettdansör i New York i operetten Bitter Sweet 1929. Efter att ha följt Ziegfield Theatre under dess turné i USA och Kanada uppträdde han 1930 som dansare i Ernst Rolfs Chinarevy, och därefter 1931 med Karl Gerhard i Göteborg. Wally bildade tillsammans med dansken Niels Wessel Bagge danstruppen Wally brothers 1932–1933 och uppträdde på kontinenten. 1935 uppträdde han på Casino de Paris i Paris. Wally medverkade under 1930-talet i Karl Gerhards och Kar de Mummas revyer. 1937 fick han ett välbetalt Hollywoodkontrakt, men aldrig någon filmroll.
Han satte upp flera egna revyer och operettshower under sin tid som chef för Södra teatern i Stockholm 1939–1941 och på Oscarsteatern 1942–1947. Wally spelade in ett antal grammofonskivor och medverkade i nio filmer.
Han bosatte sig i New York 1947 och blev skeppsredare. På 1950-talet samarbetade han med Lars Schmidt i ett flertal internationella produktioner av My Fair Lady.
På 1950-talet övergick han till affärsverksamhet som chef för Wallenbergska Panamalinjens New York-kontor. Han blev 1953 amerikansk medborgare.
Wally avled av en hjärtattack under en flygning mellan New York och Panama år 1966.

## Filmografi (roller)
- 1933 – Flickan från varuhuset
- 1933 – Den farliga leken
- 1941 – Fröken Vildkatt
- 1941 – Gatans serenad
- 1943 – Som du vill ha mej
- 1944 – Lilla helgonet
- 1945 – Skådetennis
- 1948 – Glada paraden

## Teater

### Roller (ej komplett)

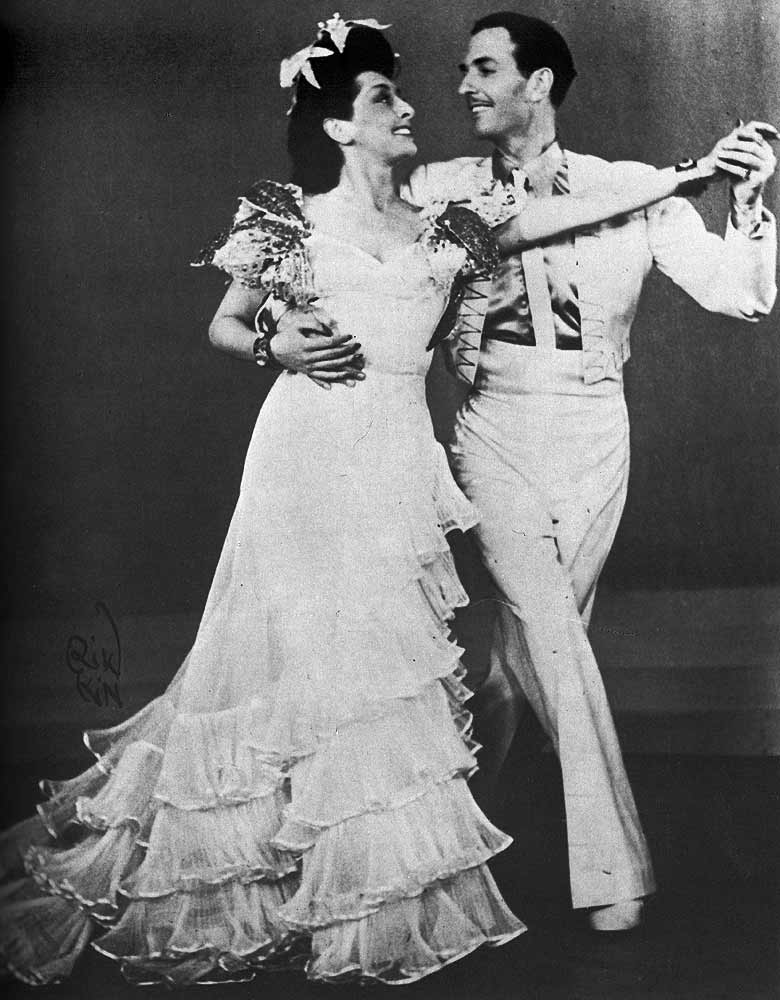
Gustav Wally med Rosita Serrano i en Karl Gerhard-revy strax efter kriget.

| År   | Roll          | Produktion                                               | Regi             | Teater                 |
| ---- | ------------- | -------------------------------------------------------- | ---------------- | ---------------------- |
| 1931 | Medverkande   | Sjö och fart, revy Karl Gerhard                          |                  | Folkteatern i Göteborg |
| 1933 | Medverkande   | Oss greker emellan Karl Gerhard                          |                  | Folkteatern            |
| 1934 | Robert        | Kokottskolan Paul Armont och Marcel Gerbidon             | Karl Gerhard     | Folkteatern            |
| 1934 | Medverkande   | Mitt vänliga fönster, revy Karl Gerhard                  | Karl Gerhard     | Folkteatern            |
| 1936 | Medverkande   | Klart söderut, revy Kar de Mumma och Åke Söderblom       | Björn Hodell     | Södra Teatern          |
| 1938 | Medverkande   | Sommar och sol över stan, revy                           |                  | Royal                  |
| 1939 | Medverkande   | Honnör för 39, revy Kar de Mumma                         | Victor Bernau    | Södra Teatern          |
| 1942 |               | Blåjackor Lajos Lajtai, André Barde och Lauri Wylie      | Leif Amble-Naess | Oscarsteatern          |
| 1942 |               | Teaterbåten Jerome Kern och Oscar Hammerstein II         | Leif Amble-Naess | Oscarsteatern          |
| 1943 |               | Tre valser Oscar Straus, Paul Knepler och Armin Robinson | Leif Amble-Naess | Oscarsteatern          |
| 1944 | Medverkande   | Wallyrevyn                                               | Leif Amble-Naess | Cirkus, Stockholm      |
| 1944 | Thomas Rhodes | Serenad Staffan Tjerneld och Lajos Lajtai                | Leif Amble-Naess | Oscarsteatern          |
| 1946 | Medverkande   | Ett lysande elände, revy Karl Gerhard                    | Hasse Ekman      | Oscarsteatern          |
| 1946 | Ralph         | Eskapad Lajos Lajtai och Staffan Tjerneld                | William Mollison | Oscarsteatern          |
| 1947 | Medverkande   | Trivsel-Sverige, revy Karl Gerhard                       | Gösta Terserus   | Oscarsteatern          |